# Susanne Riedel (Schriftstellerin)
Susanne Riedel (Pseudonym: Nelly Glimm, * 13. Mai 1959 in Unna) ist eine deutsche Schriftstellerin.

## Leben
Susanne Riedel absolvierte nach dem Abitur ein Volontariat bei der
Westdeutschen Allgemeinen Zeitung und war bis 1986 Mitglied der Redaktion dieser Zeitung. 1986 ging sie nach Berlin und nahm dort ein Studium der Politikwissenschaft auf. Daneben arbeitete sie als Journalistin für den Rundfunk, anfangs für den linken Privatsender Radio 100 und ab 1988 für das Jugendradio des Senders Freies Berlin. Ab 1992 war sie als Redakteurin und Moderatorin für den SFB tätig. Sie ist seit 2013 auch Herausgeberin der Astrologie-Zeitung Loop!.
Susanne Riedel ist Verfasserin von Romanen.
Susanne Riedel ist Mitglied des PEN-Zentrums Deutschland. Sie erhielt 1999 ein Künstlerstipendium des Berliner Senats, 2000 den Preis der Jury beim Ingeborg-Bachmann-Wettbewerb in Klagenfurt sowie 2002 den Wolfgang-Koeppen-Preis der Stadt Greifswald.

## Werke
- Kains Töchter, Berlin 2000
- Die Endlichkeit des Lichts, Berlin 2001
- Eine Frau aus Amerika, Berlin 2003
- Das Wasserjahr, Berlin 2004 (unter dem Namen Nelly Glimm)